# Centro comercial Andino
El Andino es un centro comercial de Bogotá de 53.900 metros cuadrados ubicado en el barrio El Retiro, iniciado en 1991 por Pedro Gómez y Cia. y terminado en 1993. Se encuentra en la zona rosa de la ciudad. Está compuesto por áreas de vivienda, comercio, recreación, trabajo y servicios.

## Historia
El centro Andino se ubica en el antiguo predio del colegio Alemán Andino, de donde se origina el nombre del complejo. El proyecto lo desarrolló la constructora Pedro Gómez y Cia. y fue dirigido por la arquitecta Piedad Gómez.
Su planeación duró 10 años. En 1992 se inició su construcción y se terminó en 1993 junto con un centro de negocios anexo. Fue proyectado como un eje urbanístico y de desarrollo para el sector.
En sus alrededores se han desarrollado otros proyectos como los centros comerciales El Retiro y Atlantis, que en conjunto han transformado el entorno urbanístico del sector de un barrio residencial de casas, a uno con marcado carácter comercial, con edificaciones de hasta de 10 pisos.

### Remodelaciones

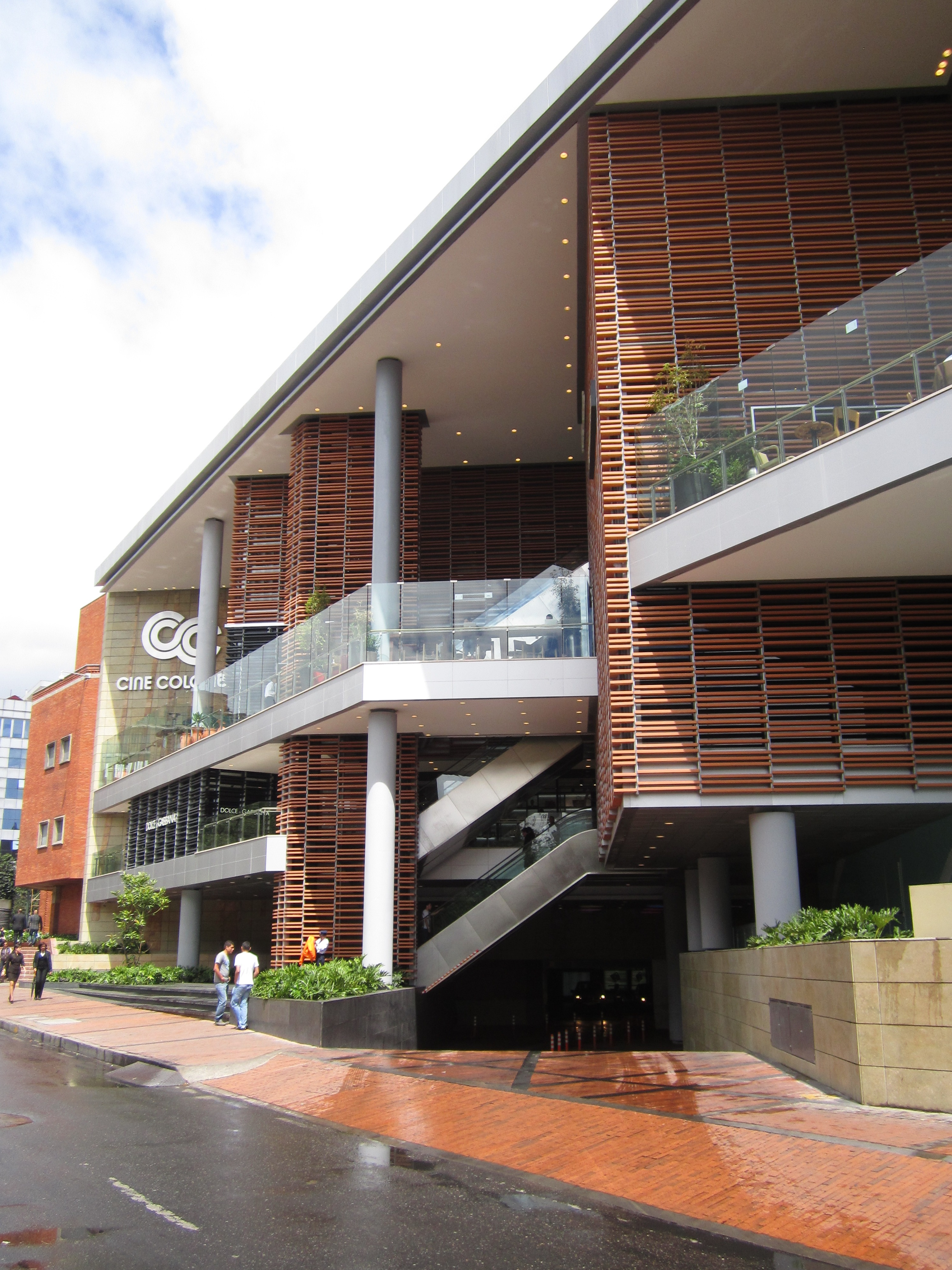
Actual entrada por la carrera 12.

En 2005 se construyó una terraza de comidas coronada por un domo estructural. El 3 de marzo de 2012 anunció que se agregarán 22 locales más distribuidos en cuatro niveles. En 2013 se realizó una ampliación de cerca de 1900 metros cuadrados y una fachada sobre la carrera 12. A su vez, el Andino adoptó desde el 10 de octubre de 2012 un nuevo logotipo consistente en una A dorada contra un fondo negro.

### Incendio
En febrero de 2008 tuvo lugar un incendio en el tercer piso del centro comercial dejando tres personas heridas, algunas asfixiadas por inhalación de humo y millonarias pérdidas por el colapso del techo de una de las salas de cine. Posteriormente, se descubrió que el incendio se originó debido a un corto circuito.

### Atentado
El 17 de junio de 2017, miembros del Movimiento Revolucionario del Pueblo pusieron una bomba en el baño de mujeres del segundo piso, dejando como resultado tres mujeres muertas (una de ellas de nacionalidad francesa) y nueve heridas. Fue el primer ataque de este grupo político-insurgente que dejó víctimas fatales.